# Central Norte
Club Atlético Central Norte, auch bekannt als Central Norte oder kurz CACN, ist ein argentinischer Sportverein aus Salta, der hauptsächlich für seine Fußballabteilung bekannt ist. Der Verein wird auch als Cuervo oder Azabache bezeichnet.

## Geschichte
Im Jahr 1921 gründete der Unternehmer Pedro Pastore in Salta den Club Atlético Central Norte, nachdem er Unstimmigkeiten mit der lokalen Fußballvereinigung von Gimnasia y Tiro de Salta hatte. Der Verein entstand zunächst aus einem zusammengestellten Team von Fußballspielern, die vorher bei anderen Klubs aktiv waren oder neu im Sport waren. Viele Mitglieder waren Angestellte der Ferroviario Central Norte Argentino. Central Norte entwickelte sich schnell zu einer der stärksten Mannschaften in der Liga Salteña, in der das Team in den 1920er und 1930er Jahren mehrere Meisterschaften gewann. Eine Rivalität mit dem Juventud Antoniana entstand, die im Laufe der Jahre intensiver wurde und zu hitzigen Auseinandersetzungen auf und neben dem Platz führte. In den 1940er Jahren gelang es Central, die Liga wiederholt zu gewinnen und erstmals an nationalen Turnieren, wie der Copa de la República, teilzunehmen. Die 1950er Jahre brachten den Verein mit einem Meisterschaftstriple weitere Erfolge.
Die folgende Dekade war geprägt von weiteren nationalen Teilnahmen und dem Aufstieg in die Primera Nacional B, was schließlich 1986 in der neuen zweiten Liga mündete. Es folgten schwierige Zeiten in den 1990er Jahren mit Rückschlägen und Abstiegen in die unteren Ligen.
Nach Jahren in der vierten und dritten Liga stabilisierte sich Central im Jahr 2019 und warf einen seiner größten Erfolge ein, indem er das regionale Turnier gewann und 2021 ins professionelle Fußballgeschäft zurückkehrte. In diesem Jahr gelang der langersehnte Aufstieg in die "B Nacional", was den Verein nach 37 Jahren wieder in die zweite Liga Argentiniens führte.

## Stadion
Seine Heimspiele trägt Central Norte im Estadio Padre Ernesto Martearena bekannt ist, aus. Das Stadion wurde 2001 eröffnet und hat eine Kapazität von 20.408 Plätzen. Zudem war es war Austragungsort für zwei Spiele der Copa América 2011.

## Rivalitäten
Größte Rivalen für Central Norte sind die beiden Stadtrivalen Juventud Antoniana und Gimnasia y Tiro de Salta. Gegen Juventud Antoniana spielt Central Norte im Clásico Salteño.

## Erfolge
- Meister des Torneo Federal A: 2024
- Meister des Torneo Argentino B: 2005/ß6, 2009/10
- 36-maliger Meister der Liga Salteña

## Weitere Sportarten
Central Norte bietet neben Fußball auch Basketball, Boxen und Tanzsport an.